# Euceros albitarsus
Euceros albitarsus là một loài tò vò trong họ Ichneumonidae.